# Вармердам, Макс
Макс Вармердам (нидерл. Max Warmerdam; род. 30 марта 2000, Тегелен, Нидерланды) — нидерландский шахматист, гроссмейстер (2021).

## Биография
Родился в 2000 году в Тегелене. По состоянию на 2021 год является студентом экономического факультета Тилбургского университета.

## Карьера
В 2015 году получил звание мастера ФИДЕ.
В 2019 году после квалификации на турнире Tata Steel Chess получил возможность принять участие в Tata Steel Challengers в 2020 году. Он занял 12-е место с результатом 4,5 очка из 13 (+2-6=5). Во время турнира он чёрными фигурами выиграл у будущего победителя Давида Антона Гихарро.
С 3 по 7 января 2021 года Вармердам выиграл Кубок Вергани с результатом 7,5 из 9, благодаря чему выполнил третью гроссмейстерскую норму. Позже в январе занял второе место после Йордена ван Фореста на 83-м турнире Tata Steel Masters.
В августе 2021 года Вармердам выиграл Guimarães Open, набрав 8 из 9 (+7-0=2), опередив на пол-очка Ханса Нимана, Гийома Ламара и Стаматиса Куркулоса Ардитиса.
В декабре 2021 года выиграл чемпионат Нидерландов, набрав 5 из 6 в финальном круговом турнире из четырёх игроков.